# LEGO Star Wars: La saga degli Skywalker
LEGO Star Wars: La Saga degli Skywalker (Lego Star Wars: The Skywalker Saga) è un videogioco d'avventura dinamica LEGO pubblicato per Microsoft Windows, Nintendo Switch, PlayStation 4, PlayStation 5, Xbox One, Xbox Series X e Series S. È il sesto capitolo della serie di videogiochi LEGO Star Wars di TT Games e il successore di LEGO Star Wars: Il risveglio della Forza. Il gioco adatta tutti i nove film della saga degli Skywalker.

## Modalità di gioco
A differenza della maggior parte dei Videogiochi LEGO in cui i giocatori dovevano avanzare nella storia in un ordine lineare, i giocatori possono scegliere di iniziare il gioco da una qualsiasi delle tre trilogie della saga degli Skywalker e completarle nell'ordine che desiderano. Ogni episodio avrà cinque missioni della storia, per un totale di 45 livelli, in contrasto con i sei livelli per episodio dei giochi precedenti. Il gioco presenta delle innovazioni anche sul combattimento rispetto ai titoli precedenti: ad esempio i possessori di spada laser ora utilizzano una varietà di combo con attacchi leggeri, attacchi pesanti e mosse della Forza, mentre i personaggi dotati di blaster hanno invece la telecamera sopra le spalle rendendo la visuale simile a quella di altri sparatutto in terza persona.
Proprio come il suo predecessore, LEGO Star Wars: Il risveglio della Forza, il menù del gioco non sarà una singola area, come la Taverna di Mos Eisley in LEGO Star Wars: La saga completa, ma una vasta gamma di pianeti e lune completamente esplorabili con zone iconiche della saga di Guerre stellari, tra le quali ci sono Coruscant, Naboo, Tatooine, Geonosis, Kamino, Utapau, Kashyyyk, Mustafar, Yavin IV, Hoth, Dagobah, Bespin, Endor, Jakku, Takodana, D'Qar, Base Starkiller, Ahch-To, Cantonica, Crait, Ajan Kloss, Pasaana, Kijimi, Kef Bir ed Exegol. Anche le navi hanno aree liberamente esplorabili, come lo star destroyer e la Morte Nera. Durante il gioco si potranno verificare anche degli incontri casuali: ad esempio, uno star destroyer imperiale potrebbe improvvisamente saltare fuori dall'iperspazio e inviare una flotta di caccia TIE verso il giocatore, e si può scegliere se impegnarsi a combatterli o continuare per progredire nella storia.
Il gioco ha quasi 500 personaggi, molti dei quali giocabili.

## Sviluppo e marketing
LEGO Star Wars: La Saga degli Skywalker è stato inizialmente pensato per essere sviluppato dall'editore del suono della Lucasfilm, Matthew Wood. Un trailer di annuncio è stato presentato in anteprima all'E3 2019 durante la conferenza stampa di Microsoft. Un secondo trailer che mostra una scena di tutti e nove i film è stato distribuito il 20 dicembre in concomitanza con l'uscita di Star Wars - L'ascesa di Skywalker. L'artwork ufficiale è stato rivelato il 4 maggio 2020.
Disney e Lucasfilm non avevano condiviso dettagli significativi de L'ascesa di Skywalker con il team del gioco prima dell'uscita del film. Nel frattempo, TT Games ha lavorato su altri aspetti del gioco fino a quando Lucasfilm non ha condiviso ulteriori dettagli. Il gioco è sviluppato nel nuovo motore di Traveller's Tales, NTT (pronunciato Entity).

### Doppiaggio
Come LEGO Star Wars: Il risveglio della Forza, Lego Star Wars: La saga degli Skywalker ha utilizzato il doppiaggio originale, con Billy Dee Williams annunciato per dare la voce a Lando Calrissian.

## Pubblicazione
Il gioco è stato annunciato il 7 maggio 2020, con la data di uscita fissata per il 20 ottobre 2020, tramite il canale YouTube di Guerre stellari. Lo stesso giorno, il video originale è stato reso privato ed è stato caricato un nuovo video, in cui è stata tagliata la data di uscita Il 26 agosto 2020, il sito web di Lego ha indicato la data di pubblicazione al 2021, poi rimossa. Il giorno seguente, alla Gamescom Opening Night Live del 2020, è stato annunciato che il gioco sarebbe stato pubblicato nel primo o secondo trimestre del 2021, con l'indicazione di "Primavera 2021", anche su PlayStation 5 e Xbox Series X, ma è stato, poi, posticipato un'altra volta ad Autunno del 2021, annunciato per il 5 aprile 2022.
Il gioco è disponibile in una Standard Edition e una Deluxe Edition. Quest'ultima include il pacchetto Character Collection, che raccoglie sei pacchetti di personaggi basati su personaggi esterni alla Saga degli Skywalker, basati sulla serie TV The Mandalorian, sugli spin-off Rogue One: A Star Wars Story e Solo: A Star Wars Story e sulla serie animata di Disney+ Star Wars: The Bad Batch. La Deluxe Edition al dettaglio arriverà con un'esclusiva minifigure di Luke Skywalker con il latte blu e diversi box art che mostrano Dart Fener, con la sua maschera rimovibile. Una steelbook raffigurante Ian Solo in Carbonite è inclusa nel bundle Deluxe Edition se prenotata dal rivenditore Game nel Regno Unito.